# Margarete Pausinger
Margarete Pausinger, geb. Brunner, (* 23. Januar 1880 in Weyer; † 7. Februar 1956 in Lambach) war eine österreichische Malerin und Grafikerin.

## Leben und Wirken
Brunner verbrachte ihre Kindheit in Tamsweg. Nach ihrer Heirat mit dem Arzt Josef von Pausinger (* um 1868; † 27. August 1924 in Lambach) lebte sie mit ihrem Ehemann in Lambach. Nach dem Adelsaufhebungsgesetz von 1919 verloren auch die in Österreich lebenden Mitglieder dieser Familie das Recht zum Gebrauch ihrer Titel, so dass deren Familienname zu „Pausinger“ ohne vorangestelltes „von“ wurde. Josef Pausinger, der Gemeindearzt in Lambach war, starb am 27. August 1924 überraschend an einem Schlaganfall und wurde in Schwanenstadt bestattet.
Margarete Pausinger war Schülerin von Michaela Pfaffinger, Bertha von Tarnóczy, Rosa Scherer und Matthias May in Linz und absolvierte ein Studium in Berlin. 1922 wurde sie Mitglied der Künstlervereinigung MAERZ.
Sie widmete sich dem Naturalismus und war für ihre Holzschnitte bekannt. Sie war eines der wenigen weiblichen Mitglieder des Oberösterreichischen Kunstvereins und nahm sowohl in der Zwischenkriegszeit als auch während des Zweiten Weltkriegs an Ausstellungen teil.
Sie war ab 1937 Mitglied der NSDAP und denunzierte 1939 nachweislich Mitbürger. Sie wurde vom NS-Staat gefördert, so etwa 1943 durch Ankauf ihres Werkes „Kinderbildnis“ mit Geldern aus einer Beihilfe des Reichsministerium für Wissenschaft, Erziehung und Volksbildung.
Am 29. Dezember 1939 wurde der Maler Fritz Wingen, der sich zu einem Besuch bei seiner Tochter Eva Kurz in Lambach aufhielt, von Margarethe von Pausinger und Theresia Reinthaller wegen regimekritischer Äußerungen angezeigt. Er starb 1944 im KZ Maidanek. Eine ursprünglich 1958 nach ihr benannte Straße in Lambach wurde nach kontroverser Diskussion in den 2010er-Jahren umbenannt. Ebenso wurden 16 Werke der Künstlerin entfernt, zehn im Heimathaus sowie sechs im Rathaus von Lambach. 2006 beschloss der Gemeinderat von Lambach, dass die Ehrenbürgerschaft an Margarete Pausinger 1953 zu Unrecht verliehen worden war.

## Rezeption
„Frau Margarete Pausinger aus Lambach hat diesmal eine Architektur eingeschickt, einen Säulengang im Lambacher Stift. Ihr Talent verweist die Künstlerin auf das Sittenbild, auf das lebendige, fließende Leben. Bauernweiber, herumtollende Kinder, abgearbeitete Landleute usw. versteht die Malerin mit sicherem Blick und kräftiger Hand zu erfassen, die starre Architektur und die Perspektive mit ihren unverrückbaren linearen Gesetzen liegen ihr nicht. Frau Pausinger verfügt über eine leuchtende, schillernde Farbe, welche ihre Sittenbilder so ansprechend macht. Bei dem ausgestellten Säulengang kann diese nicht in Anwendung kommen, weil das Licht gesperrt ist. Dafür entfaltet sie in der Buchenallee wieder ihr ganzes Können.“

## Ausstellungen
- Ausstellung im Führergeburtshaus in Braunau am Inn, 1943
- Ausstellung der Berufsvereinigung der bildenden Künstler Österreichs, Sektion Oberösterreich, im Neue Galerie der Stadt Linz, 1946
- Kulturhauptstadt des Führers, Schlossmuseum Linz, Linz 2009
- Im Garten. Lebensräume zwischen Sehnsucht und Experiment, Nordico, Linz 2011
- 100 Jahre MAERZ. Die Anfänge 1913 bis 1938, Nordico, Linz 2013
- Aus der Sammlung: Bildende Kunst in Oberösterreich 1945 bis 1955, Linz 2015